# Verdrängte Schwangerschaft
Unter einer verdrängten Schwangerschaft (lateinisch gravitas suppressalis) versteht man das Phänomen, dass eine bestehende Schwangerschaft von der Frau nicht bewusst als solche wahrgenommen wird. Dabei wird die Schwangerschaft erst zu einem fortgeschrittenen Zeitpunkt bekannt beziehungsweise ärztlich diagnostiziert. Im Extremfall wird die Schwangerschaft erst durch die Geburt diagnostiziert.

## Begriffsdefinition
Es werden verschiedene Bezeichnungen für die verdrängte Schwangerschaft verwendet, unter anderem die Begriffe „negierte Schwangerschaft“, „nicht wahrgenommene Schwangerschaft“ und „Gravitas suppressalis“. Allgemein ist zwischen der verdrängten und der verheimlichten Schwangerschaft zu unterscheiden. Von einer verheimlichten Schwangerschaft wird gesprochen, wenn die schwangere Frau von ihrer Schwangerschaft weiß, diese jedoch vor ihrem Umfeld verheimlicht.

## Inzidenz
Die verdrängte Schwangerschaft, die bis zur 20. Schwangerschaftswoche diagnostiziert wird, hat eine Inzidenz von 1:475. Die Inzidenz einer verdrängten Schwangerschaft, die erst mit der Geburt offenkundig wird, beträgt 1:2455. Die Häufigkeit der Frauen, die in einem solchen Fall ungeplant zu Hause gebären,  macht 1 von 9821 Fällen aus.

## Formen
Bei der verdrängten Schwangerschaft wird zwischen drei Arten der Verdrängung unterschieden.
- Tiefgreifende Verdrängung: Bei dieser Art der Verdrängung wird einerseits die emotionale Bedeutung, andererseits auch die bloße Existenz der Schwangerschaft aus dem Bewusstsein verdrängt. Das beinhaltet, dass typische Schwangerschaftszeichen (Gewichtszunahme, Mastodynie, Amenorrhoe etc.) entweder gar nicht vorkommen oder falsch interpretiert werden.[4]
- Affektive Verdrängung: Hierbei verändert sich die schwangere Frau weder körperlich noch emotional, obwohl sie sich ihrer Schwangerschaft bewusst ist. Diese Frauen denken, fühlen und handeln weiter so wie vor der Schwangerschaft.[4]
- Psychotische Verdrängung: Diese Form der Verdrängung tritt vor allem bei Frauen mit einer psychiatrischen Vorgeschichte auf. Die psychotische Verdrängung kann auch bei Frauen vorkommen, denen früher ein Kind weggenommen wurde.[4]

## Charakteristik
Untersuchungen haben ergeben, dass es sich bei den betroffenen Frauen um eine heterogene Gruppe mit keiner besonderen Häufung hinsichtlich Alter, Bildung, Integration in das soziale Umfeld und sozioökonomischen Status handelt. Entgegen der verbreiteten Annahme sind Primiparae genauso häufig betroffenen wie Pluriparae. Des Weiteren ist festzustellen, dass die meisten Frauen weder psychotisch sind, noch lügen.

## Risikofaktoren
Es werden verschiedene Risikofaktoren zur Entstehung einer verdrängten Schwangerschaft beschrieben. Obwohl bei folgenden Risikofaktoren nicht von einer typischen Charakteristik der betroffenen Frauen gesprochen werden kann, geben sie eine gewisse Tendenz an.
- verminderte Intelligenz
- akute Trennungserfahrungen
- chronische familiäre oder zwischenmenschliche Konflikte
- chronische Essstörungen
- schwere psychische Störung
- Autonomiebestrebungen
- gleichgültiges oder lustloses Verhältnis zur Sexualität
- Fehlinterpretationen von Schwangerschaftszeichen

## Ursachen

### Rationalisierung der Schwangerschaftssymptomatik
In der Literatur wird die Rationalisierung der Schwangerschaftssymptomatik als eine mögliche Ursache der verdrängten Schwangerschaft angegeben. Das bedeutet, dass betroffene Frauen alternative Erklärungen für eigentlich typische Schwangerschaftszeichen suchen. So werden beispielsweise eine Gewichtszunahme als erfolglose Diät und Kindsbewegungen als Flatulenzen umgedeutet. Weiter beschreiben viele betroffene Frauen, während der Schwangerschaft menstruationsartige Blutungen gehabt zu haben. Im Extremfall wird sogar der Wehenbeginn umgedeutet, sodass Frauen mit Verdacht auf ein akutes Abdomen ins Krankenhaus eingeliefert werden, wo dann die Schwangerschaft mittels Sonographie diagnostiziert wird.
| Schwangerschaftszeichen und -symptome | Alternative Uminterpretationen                                                                                                |
| ------------------------------------- | --- |
| Übelkeit und Emesis                   | - Magenverstimmung - Angstgefühle - Erkrankungen wie Gastroenteritis                                                          |
| Amenorrhoe                            | - Übermäßige sportliche Aktivität - Schlechtes Essverhalten - Keine Beschäftigung mit dem Zyklus - Frühe Menarche - Menopause |
| Ermüdungserscheinungen                | - Schlafdefizit - Angstgefühle - Depressive Gefühle                                                                           |
| Gewichtszunahme                       | - Wenig Bewegung - Essverhalten                                                                                               |
| Kindsbewegungen                       | - Flatulenzen - Darmperistaltik                                                                                               |
| Brustveränderungen                    | - Prämenstruelle Veränderungen - Folgen einer Verletzung                                                                      |

### Iatrogene Mitbeteiligung
Im Zusammenhang mit der verdrängten Schwangerschaft ist die iatrogene Mitbeteiligung ein häufig beschriebenes Phänomen. Darunter wird verstanden, dass eine betroffene Frau während ihrer verdrängten Schwangerschaft mit typischen Schwangerschaftssymptomen einen Arzt aufsucht, wobei die Schwangerschaft nicht diagnostiziert wird. Inkompetenz auf ärztlicher Seite ist keine ausreichende Erklärung für dieses Phänomen. Als mögliche Ursache wird beschrieben, dass betroffene Frauen oft eine allgemeinmedizinische Praxis aufsuchen, da sie nicht mit einer Schwangerschaft rechnen. Daher ist es empfehlenswert, bei Frauen im fertilen Alter generell und besonders bei unklaren Symptomen immer auch eine Schwangerschaft in Betracht zu ziehen.
Ein Erklärungsansatz für die iatrogene Mitbeteiligung ist die projektive Identifizierung. Bei diesem Arzt-Patient-Verhältnis kommt es bei allen Beteiligten zu einem aufeinander bezogenen Wahrnehmungsdefizit. In einem ersten Schritt der projektiven Identifizierung bei der verdrängten Schwangerschaft will sich die schwangere Frau von der Möglichkeit Schwangerschaft befreien, da diese eine Bedrohung für sie darstellen würde. In einem zweiten Schritt übt die schwangere Frau durch zwischenmenschliche Interaktionen (paraverbale und nonverbale Signale) Druck auf den Arzt aus. Dieser fühlt sich dazu gedrängt, so zu denken, zu handeln und zu empfinden, wie es der schwangeren Frau entsprechen würde. Als korrespondierende Gegenleistung wird dann eine Fehldiagnose gestellt. Diese zwischenmenschlichen Signale werden meist nicht bewusst wahrgenommen.
Ein psychodynamischer Erklärungsversuch besagt, dass das Umfeld der schwangeren Frau in ihre subjektive Grundhaltung, nicht schwanger zu sein, eingebunden wird. In der Literatur werden Fälle beschrieben, bei denen die verdrängte Schwangerschaft selbst bei gemeinsamen Badeausflügen vom näheren Umfeld nicht wahrgenommen wurde. Es ist möglich, dass die schwangere Frau den Arzt auf ähnliche Weise beeinflusst, so dass eine bestimmte Diagnostik nicht durchgeführt und das Bestehen der Schwangerschaft nicht erkannt wird.

### Psychoanalytische Erklärungsansätze
In der Literatur werden verschiedene mögliche psychoanalytische Erklärungsansätze beschrieben. Nachfolgend werden einige davon aufgelistet. Das Phänomen ist jedoch nicht abschließend erforscht.
- In der Psychoanalyse wird beschrieben, dass ein bestimmter Trieb Lust oder Unlust erzeugen kann. Damit eine Verdrängung stattfindet, muss das Unlust-Motiv stärker sein als die Befriedigungslust. In einer ersten Phase der Verdrängung wird der Trieb aus dem Bewusstsein verdrängt. Die zweite Stufe der Verdrängung beschreibt das sogenannte Nachdrängen. Dabei werden Gedankengänge, die mit dem verdrängten Trieb zusammenhängen, ebenfalls verdrängt. Das Motiv der Verdrängung ist also die Vermeidung von Unlust.[10]
- Die älteste beschriebene Art der Abwehr ist die Verdrängung. Abwehr stellt einen unbewussten Vorgang dar. In der Psychoanalyse werden unter Abwehr alle intrapsychischen Vorgänge verstanden, die zum Ziel haben, unlustvolle Gefühle und Wahrnehmungen nicht bewusst werden zu lassen. Im Falle der verdrängten Schwangerschaft wäre die Schwangerschaft diese unlustvolle Begebenheit. Die Verdrängung zählt zu den reifen Abwehrmechanismen.[11]
- Je nach individueller Situation der schwangeren Frau wird eine Schwangerschaft als eine mehr oder weniger krisenbehaftete und ambivalente Lebenssituation erlebt. Ebenso ist jede Schwangerschaft ein komplexer leib-seelischer Vorgang. Jede Krise birgt die Gefahr einer Verdrängung. Allgemein kann gesagt werden, dass bei einer verdrängten Schwangerschaft eine spezifische individuelle Psychodynamik der betroffenen Frau angenommen werden muss.[6]
- Die Persönlichkeitsstruktur der Frau ist ausschlaggebend für ihre Möglichkeiten der psychischen Konfliktbewältigung. Da eine Schwangerschaft ambivalente Gefühle auslösen kann, reagiert die Betroffene mit Bewältigungsstrategien und Abwehrmechanismen zur Lösung des Konfliktes. Dinge, die der Mensch nicht wahrnimmt, können auch keine negativen Gefühle wie beispielsweise Angst auslösen. Unter Verdrängung wird verstanden, einen Konflikt unbewusst zu machen und auch unbewusst zu halten. Die Verdrängung einer Schwangerschaft führt also dazu, dass diese nicht mehr als bedrohlich wahrgenommen wird. Infolgedessen könnte eine verdrängte Schwangerschaft als Anpassungsstörung beziehungsweise Angststörung interpretiert werden.[5]

### Funktionen der Verdrängung
Eine Verdrängung der Schwangerschaft kann unterschiedliche Funktionen für die betroffene Frau haben:
- Vermeidung der Auseinandersetzung mit der Realität
- Schutz vor Abtreibung
  - Schutz nach außen: Die Angst davor, zur Abtreibung gedrängt zu werden.
  - Schutz nach innen: Oft besteht ein hochambivalenter Kinderwunsch. Wenn die Schwangerschaft erst spät diagnostiziert wird, können die Frauen ihr Kind bekommen. Bei einer früheren Diagnose wäre eventuell eine Interruptio erfolgt.